# Priska Nufer
Priska Nufer (11 febbraio 1992) è una sciatrice alpina svizzera.
Dalla stagione 2024-2025 ha aggiunto al proprio il cognome del coniuge e si è iscritta alle gare come Priska Ming-Nufer.

## Biografia
Priska Nufer ha partecipato alla sua prima gara FIS il 29 novembre 2007 a Zinal giungendo 41ª in slalom gigante, e ha esordito in Coppa Europa il 13 dicembre 2008 a Sankt Moritz disputando un supergigante, senza però riuscire a concludere la prova. Il 1º marzo 2010 ha conquistato il primo podio in Coppa Europa, piazzandosi 3ª nel supergigante di Auron, alle spalle dell'austriaca Mariella Voglreiter e dell'italiana Irene Curtoni. Nel 2011 ai Mondiali juniores di Crans-Montana ha ottenuto il 4º posto nel supergigante, a 9 centesimi di secondo dalla medaglia di bronzo vinta dall'austriaca Cornelia Hütter.
In Coppa del Mondo ha esordito il 29 dicembre 2011 nello slalom speciale di Lienz, senza classificarsi, e ha ottenuto i primi punti il 29 gennaio 2012 nella supercombinata di Sankt Moritz (30ª). Ai Mondiali di Vail/Beaver Creek 2015, sua prima partecipazione iridata, è stata 16ª nel supergigante e non ha concluso la combinata, mentre a quelli di Cortina d'Ampezzo 2021 si è piazzata 13ª nel supergigante e non ha completato la combinata. L'anno dopo ai XXIV Giochi olimpici invernali di Pechino 2022, sua prima presenza olimpica, non ha completato la combinata e il 27 febbraio seguente ha conquistato a Crans-Montana in discesa libera la prima vittoria, nonché primo podio, in Coppa del Mondo; l'anno dopo ai Mondiali di Courchevel/Méribel 2023 è stata 11ª nella discesa libera e 12ª nella combinata, mentre a quelli di Saalbach-Hinterglemm 2025 si è classificata 21ª nella discesa libera e 12ª nella combinata a squadre.

## Palmarès

### Coppa del Mondo
- Miglior piazzamento in classifica generale: 26ª nel 2021
- 1 podio:
  - 1 vittoria (in discesa libera)

#### Coppa del Mondo - vittorie
| Data             | Località      | Paese    | Specialità |
| ---------------- | ------------- | -------- | ---------- |
| 27 febbraio 2022 | Crans-Montana | Svizzera | DH         |

Legenda:

DH = discesa libera

### Coppa Europa
- Miglior piazzamento in classifica generale: 17ª nel 2010
- 7 podi:
  - 2 vittorie
  - 1 secondo posto
  - 3 terzi posti

#### Coppa Europa - vittorie
| Data             | Località      | Paese    | Specialità |
| ---------------- | ------------- | -------- | ---------- |
| 27 febbraio 2018 | Crans-Montana | Svizzera | DH         |
| 14 marzo 2019    | Sella Nevea   | Italia   | DH         |

Legenda:

DH = discesa libera

### Australia New Zealand Cup
- Miglior piazzamento in classifica generale: 22ª nel 2012
- 1 podio:
  - 1 terzo posto

### Campionati svizzeri
- 12 medaglie[2]:
  - 2 ori (discesa libera nel 2018; combinata nel 2019)
  - 6 argenti (discesa libera nel 2012; discesa libera nel 2017; supergigante nel 2018; discesa libera, supergigante nel 2019; supergigante nel 2021)
  - 4 bronzi (supergigante, supercombinata nel 2012; supergigante nel 2013; supergigante nel 2014)